# Erginus apicinus
Erginus apicinus is een slakkensoort uit de familie van de Acmaeidae. De wetenschappelijke naam van de soort is voor het eerst geldig gepubliceerd in 1879 door Dall.